# 久芳徹夫
久芳 徹夫（くば てつお、1954年2月2日 - ）は日本の技術者、実業家。京セラ代表取締役社長や、同社代表取締役会長、京都パープルサンガ代表取締役会長等を務めた。

## 人物・経歴
福岡県出身。福岡県立嘉穂高等学校を経て、1979年九州大学工学部卒業。1982年京都セラミツク（現京セラ）入社。自動車部品事業部長、ファインセラミック統括事業部長を経て、2003年執行役員に昇格。2005年執行役員常務。2007年執行役員専務。2008年取締役兼執行役員専務。
2009年から京セラ代表取締役社長を務め、太陽電池事業の黒字化などを実現した。2013年代表取締役会長、京都パープルサンガ代表取締役会長、京セラサーキットソリューションズ代表取締役会長、京セラドキュメントソリューションズ代表取締役会長。2014年京セラコネクタプロダクツ代表取締役会長。2015年AVXCorporation取締役会長。2017年京セラ相談役。